# Liste der Biografien/Zik
Liste der Biografien |
Portal Biografien |
Personensuche
# |
A |
B |
C |
D |
E |
F |
G |
H |
I |
J |
K |
L |
M |
N |
O |
P |
Q |
R |
S |
T |
U |
V |
W |
X |
Y |
Z |
?
 
Za |
Zb |
Zc |
Zd |
Ze |
Zf |
Zg |
Zh |
Zi |
Zj |
Zk |
Zl |
Zm |
Zn |
Zo |
Zr |
Zs |
Zu |
Zv |
Zw |
Zy |
Zz
 
Zia |
Zib |
Zic |
Zid |
Zie |
Zif |
Zig |
Zih |
Zij |
Zik |
Zil |
Zim |
Zin |
Zio |
Zip |
Zir |
Zis |
Zit |
Ziu |
Ziv |
Ziw |
Zix |
Ziy |
Ziz
Die Liste der Biografien führt alle Personen auf, die in der deutschsprachigen Wikipedia einen Artikel haben. Dieses ist eine Teilliste mit 29 Einträgen von Personen, deren Namen mit den Buchstaben „Zik“ beginnt.

## Zik

### Zika
- Zika, Damouré (1924–2009), nigrischer Filmschauspieler
- Zika, Thomas (* 1963), deutscher Fotograf
- Zika, Wilhelm (1905–1989), österreichischer Orgelbauer
- Zikán, Zdeněk (1937–2013), tschechischer Fußballspieler
- Zikaras, Juozas (1881–1944), litauischer Bildhauer
- Zikaras, Teisutis (1922–1991), australischer Bildhauer
- Zikarsky, Bengt (* 1967), deutscher Schwimmer
- Zikarsky, Björn (* 1967), deutscher Schwimmer
- Zikarsky, Rocco (* 2006), australischer Basketballspieler

### Zike
- Zikeli, Alice (* 1990), deutsche Schauspielerin
- Zikeli, Gerd (* 1937), deutscher Reformierter Geistlicher und Neonazi
- Zikesch, Carl Herbert (1897–1979), deutscher Ingenieur und Unternehmer
- Ziketh, Karel Elodie (* 1991), ivorische Hürdenläuferin

### Ziki
- Žikić, Nemanja (* 2000), serbischer Fußballspieler

### Zikk
- Zikken, Aya (1919–2013), niederländische Schriftstellerin

### Zikl
- Ziklinskaja, Praskowja Wassiljewna (1859–1923), russische bzw. sowjetische Bakteriologin und Hochschullehrerin

### Zikm
- Zikmund, Miroslav (1919–2021), tschechischer Weltreisender, Schriftsteller, Fotograf und Dokumentarfilmer
- Zikmundová, Eva (1932–2020), tschechoslowakische Opernsängerin (Sopran)

### Ziko
- Zikode, Mhlengwa (* 1975), südafrikanischer Serienmörder
- Zikode, Nomcebo (* 1985), südafrikanische Sängerin und Songwriterin
- Zikode, S’bu, südafrikanischer Menschenrechtler
- Zikos, Akis (* 1974), griechischer Fußballspieler
- Zikos, Konstantinos (* 1998), griechischer Sprinter
- Žiković, Igor (* 1976), kroatischer Fußballspieler
- Žiković, Rocco (* 2005), kroatischer Fußballspieler
- Zikozki, Jauhen (1893–1970), sowjetischer Komponist

### Zikr
- Zikri, Jawad Mustafa (* 1912), saudischer Diplomat
- Zikri, Maayan (* 2003), israelische Rollstuhltennisspielerin
- Zikry, Abu (1923–1983), ägyptischer Admiral, Kommandeur der ägyptischen Marine